# 聯合ニュースTV
聯合ニュースTV（れんごうニュースTV、朝: 연합뉴스TV）は、大韓民国の通信社・聯合ニュースの子会社として設立され、2011年3月15日に開局した、韓国のニュース専門放送局である。韓国国内では、ケーブルテレビ・IPTV・KTスカイライフを通じて放送している。
開局当初のチャンネル名はニュースY（朝: 뉴스Y）であったが、2015年1月5日に社名と同じ現名称に改称した。

## 歴史
- 2010年12月31日 - 放送通信委員会、聯合ニュースTVコンソーシアムをニュース専門チャンネル使用事業者に単独指名。
- 2011年3月15日 - 聯合ニュースTV、創立総会を開催。
- 2011年3月31日 - 放送通信委員会、聯合ニュースTVに放送チャンネル使用事業承認。
- 2011年10月17日 - チャンネル名「ニュースY」発表。
- 2011年6月9日 - カタールのアルジャジーラと映像協約を締結。
- 2011年8月10日 - ロシアのロシアトゥデイと協力協定を締結。
- 2011年9月5日 - ハワイの朝鮮語放送局KBFD-TVと放送契約を締結。
- 2011年9月26日 - 台湾ニュース専門チャンネルであるTVBSと交流協力関係を締結。
- 2011年12月1日 - 開局。
- 2012年1月16日 - 聴覚障害者のための字幕放送を毎日3時間（午後5〜8時）実施。
- 2015年1月5日 - チャンネル名を「ニュースY」から、法人名と同じ「聯合ニュースTV」に変更

## 主な番組

### 総合ニュース
- モーニングY 1,2部（早朝のニュース） - 04:30〜06:35
- 出発640（朝のニュース） - 06:30〜08:00
- ニュースブランチ/ニュースY10（平日午前ニュース） - 09:00〜10:40
- メン・チャンヒョンの時事タッチ（平日午前中の総合ニュース） - 10:40〜11:40
- ニュースY12（平日正午のニュース） - 11:40〜12:40
- ニュースの現場13 /ニュース現場14（平日の午後のニュース） - 12:40〜15:00
- ニュース1番地（政治専門ニュース） - 15:30〜17:00
- ニュースウォッチ（夕方の総合ニュース） - 月〜木17:00〜18:30、金17:00〜18:15
- 聯合ニュース20（平日夜の総合ニュース） - 19:50〜20:50
- ニュースレビュー（平日夜の総合ニュース） - 20:50〜22:50
- トゥナイト23（深夜のメインニュース） - 22:50〜24:30/22:55〜24:10

- ニュースY定時ニュース - 総合ニュースを除く07:00から翌日03:00まで、毎正時に定時ニュース

- きょうの北朝鮮（北朝鮮ニュース専門プログラム） - 平日19:40、夜24:40
- 地方の時代（地方総合ニュース番組） - 月〜木18:30、金18:15
- 地方の時代プラス(一週間の地方総合ニュース番組) - 週末12:35
- ニュースダイジェスト - 平日08:00、月〜木19:00、平日22:00
- スポーツワイド - 火〜土25:40

### 時事番組
- 問題トルクチャン - 金18:50
- バクサンホンギム・ミンジョンの正々堂々 - 日21:30
- イシュー&トーク - 火〜土03:40

### 教養番組
- ヒューマンドキュメンタリー「人々」多文化家庭の韓国生活定着話 - 土08:30/17:30、日10:30
- アウトドアナビゲーション 野外活動のための情報番組 - 金24:45、日04:45/14:30
- ワールドクリップ「世界は今」世界各地で１週間に起きたニュースを紹介する - 土10:30/18:30、日17:30
- オンブズマンY ニュースYの１週間の番組を評価する - 日06:30/19:30
- クリックしてベストカット 聯合ニュースが扱う1日の写真を厳選して一週間の主なニュースを振り返って見る - 土12:40、日01:40

## 備考
- 過去には、YTNが聯合ニュースの子会社であったが、1997年にすべての株式を韓国電力公社に売却して経営分離した。2011年12月、聨合ニュースが改めてこのチャンネルを開局すると、YTNと競合することになった。1995年から報道チャンネルを運営してきたMBN（毎日経済TV）は、2011年12月1日付で総合編成チャンネルとなり、韓国のニュース専門チャンネルはニュースYとYTNの、2つのチャンネルが放送されている。
- 2023年11月13日、二大大株主である学校法人乙支学院が、筆頭株主だった聯合ニュース（29.86％）を上回る30.08％まで株式を買い増しし、筆頭株主変更を放送通信委員会に申請した。これに対して、聯合ニュース、全国言論労働組合聯合ニュースTV支部、野党共に民主党などは、同時に筆頭株主変更を申請中のYTNと共に、公的な性格を持つ報道専門チャンネルを民間企業に売却しようとしている、政府によるマスコミ掌握であると強く反発している[1]。同月29日、放送通信委員会は審査委員会で不承認とする意見が多かったことから、事実上の否決を前提とした保留にすることを発表した[2]。

## 放送事故
- 2019年4月10日午後のニュースで、訪米中の文在寅大統領が映る画面上に、朝鮮民主主義人民共和国の国旗を表示してしまった放送事故が起きた[3][4]。